# Gora Tabor
Gora Tabor (na hebrejskom: {הר תבור} har Tabor, arapskom: {جبل الطور } Jebel et Tur, grčkom: Όρος Θαβώρ) 
Nalazi se u Izraelu, u donjoj Galileji, 9 km jugoistočno od Nazareta, u istočnom dijelu Izraelske doline, 18 km zapadno od Galilejskog mora. Visoka je 588 m.
Etimologija imena Tabor potječe od riječi Taboureau što znači središnja kupola prostora, a pošto je sasvim odvojena od lanca planina i zaobljena od podnožja do vrha, tako je dobila i ime.
Godine 1925. na istočnoj padini gore pronađeni su ljudski ostaci i oruđa iz srednjeg (70.000 do 40.000 prije Krista) te iz kasnog paleolitika (35.000 do 15.000 prije Krista). Prije dolaska Izraelaca, na gori je postojalo svetište Kanaanca, čiji su ostaci vidljivi i danas u kripti franjevačke bazilike. 
Krajem trećeg stoljeća prije Krista Antioh III gradi vojnu utvrdu na vrhu. 
U Starom zavjetu se spominje na više mjesta (Jš 19 12, 19 22, 19 34), (Suci 4 6, 4 12, 4 14, 8 18) (1Sam 10 3)  (1Ljet 6 62) (Jr 46 18) (Hoš 5 1). Goru Tabor smatrali su svetom neka od sjevernih izraelskih plemena: (Zebulunovo, Naftalievo i Jisakarovo).
Kršćanska tradicija drži je mjestom Isusova preobraženja (Mt 17 1-13; Mk 9 2-13; Lk 9 28-36, usp. 2Pt 1 16-18).  Kao mjesto Isusova Preobraženja spominje je Origen u 3. stoljeću te sv. Ćiril Jeruzalemski i sv. Jeronim u 4. stoljeću. 
Od 4. st. Tabor postaje metom kršćanskih hodočašča. Hodočasničko mjesto opustošeno je za najezde Perzijanaca 614. godine, da bi u vrijeme križara zasjalo novim sjajem: tu je utemeljena benediktinska opatija, za koju je obnovljena i proširena dotadašnja crkva, sjedište tamošnje biskupije, i sagrađen utvrđeni samostan. Nakon poraza križara 1187. na nedalekoj poljani Hatinskih rogova svetište je opustjelo. Sva kršćanska zdanja porušio je sultan Malek al-Adil I kad je 1211. – 1212. nad njima podigao ogromnu utvrdu čiji ostaci i danas impresioniraju hodočasnike. No i nju je razorio isti sultan 1227. da ne bi pala u ruke križara. Kršćanima je tada za čuvanje evanđeoske uspomene služila jedna mala crkvica, no i ta je razorena 1263. godine. Otkupili su je 1631. godine franjevci nakon njihova dolaska u Nazaret 11 godina ranije, ali su svoj samostan i crkvu uspjeli podići tek 1924. po planu koji je arhitekt A. Barluzzi razvio prema opustjelim starokršćanskim bazilikama u Siriji. 
Na vrhu se nalazi i pravoslavna crkva.
U podnožju gore nalaze se: židovsko selo Kfar Tavor na istoku te dvije arapske zajednice; na jugoistoku Shibli-Umm al-Ghanam i Daburiyya na sjeverozapadu.